# Giải vô địch bóng đá nữ châu Âu 1979
Giải vô địch bóng đá nữ châu Âu 1979 (tiếng Anh: 1979 European Competition for Women's Football) là giải bóng đá nữ dành cho các đội tuyển quốc gia châu Âu. Giải diễn ra tại Ý từ 19 tới 27 tháng 7 năm 1979.
Giải có sự góp mặt của 12 đội. Giải đấu được coi là tiền thân của UEFA Women's Championship và không được coi là giải vô địch châu Âu chính thức do không có sự đỡ đầu của UEFA. Đan Mạch là đội vô địch sau khi chiến thắng chủ nhà Ý với tỉ số 2–0 trong trận chung kết tại Sân vận động San Paolo.

## Kết quả

### Vòng một
Đội đứng đầu mỗi bảng lọt vào bán kết.

#### Bảng A
| Đội         | Tr | T | H | B | BT | BB | HS | Đ |
| ----------- | -- | - | - | - | -- | -- | -- | - |
| Ý           | 2  | 2 | 0 | 0 | 6  | 1  | +5 | 4 |
| Na Uy       | 2  | 1 | 0 | 1 | 5  | 3  | +2 | 2 |
| Bắc Ireland | 2  | 0 | 0 | 2 | 1  | 8  | −7 | 0 |

| Ý                                          | 4–0      | Bắc Ireland |
| ------------------------------------------ | -------- | ----------- |
| Morace 15', 42' · Vignotto 33' · Golin 63' | Chi tiết |             |

| Bắc Ireland | 1–4      | Na Uy                               |
| ----------- | -------- | ----------------------------------- |
| ?           | Chi tiết | Neilsen · Nyborg · Karlsen · Opseth |

| Ý                     | 2–1      | Na Uy       |
| --------------------- | -------- | ----------- |
| Golin 7' · Morace 68' | Chi tiết | Neilsen 55' |

#### Bảng B
| Đội      | Tr | T | H | B | BT | BB | HS | Đ |
| -------- | -- | - | - | - | -- | -- | -- | - |
| Anh      | 2  | 2 | 0 | 0 | 5  | 1  | +4 | 4 |
| Phần Lan | 2  | 0 | 1 | 1 | 2  | 4  | -2 | 1 |
| Thụy Sĩ  | 2  | 0 | 1 | 1 | 1  | 3  | −2 | 1 |

| Anh       | 3–1    | Phần Lan |
| --------- | ------ | -------- |
| ? · ? · ? | Report | ?        |

| Thụy Sĩ    | 1–1    | Phần Lan |
| ---------- | ------ | -------- |
| Barmettler | Report | ?        |

| Anh   | 2–0    | Thụy Sĩ |
| ----- | ------ | ------- |
| ? · ? | Report |         |

#### Bảng C
| Đội      | Tr | T | H | B | BT | BB | HS | Đ |
| -------- | -- | - | - | - | -- | -- | -- | - |
| Đan Mạch | 2  | 2 | 0 | 0 | 5  | 1  | +4 | 4 |
| Pháp     | 2  | 0 | 1 | 1 | 1  | 3  | -2 | 1 |
| Scotland | 2  | 0 | 1 | 1 | 0  | 2  | −2 | 1 |

| Đan Mạch                       | 3–1      | Pháp         |
| ------------------------------ | -------- | ------------ |
| Holst · Hindkjær 50' · Niemann | Chi tiết | Farrugia 25' |

| Pháp | 0–0      | Scotland |
| ---- | -------- | -------- |
|      | Chi tiết |          |

| Đan Mạch     | 2–0      | Scotland |
| ------------ | -------- | -------- |
| Hindkjær x2' | Chi tiết |          |

#### Bảng D
| Đội       | Tr | T | H | B | BT | BB | HS | Đ |
| --------- | -- | - | - | - | -- | -- | -- | - |
| Thụy Điển | 2  | 1 | 1 | 0 | 4  | 1  | +3 | 3 |
| Hà Lan    | 2  | 1 | 1 | 0 | 3  | 1  | +2 | 3 |
| Wales     | 2  | 0 | 0 | 2 | 0  | 5  | −5 | 0 |

| Thụy Điển                    | 3–0      | Wales |
| ---------------------------- | -------- | ----- |
| Ödlund · Sintorn · Lindqvist | Chi tiết |       |

| Wales | 0–2      | Hà Lan                             |
| ----- | -------- | ---------------------------------- |
|       | Chi tiết | De Bakker 40' · Timmer 60' (ph.đ.) |

| Thụy Điển  | 1–1      | Hà Lan        |
| ---------- | -------- | ------------- |
| Sintorn 2' | Chi tiết | De Bakker 21' |

### Vòng đấu loại trực tiếp
|  | Bán kết             | Bán kết |                     |   | Chung kết | Chung kết |
|  |                     |         |                     |   |           |           |
|  | 25 tháng 7 - Napoli |         |                     |   |           |           |
|  |                     |         |                     |   |           |           |
|  | Ý                   | 3       |                     |   |           |           |
|  | Ý                   | 3       | 28 tháng 7 - Napoli |   |           |           |
|  | Anh                 | 1       |                     |   |           |           |
|  | Anh                 | 1       | Đan Mạch            | 2 |           |           |
|  | 25 tháng 7 - Rimini |         | Đan Mạch            | 2 |           |           |
|  |                     | Ý       | 0                   |   |           |           |
|  | Đan Mạch            | Ý       | 0                   | 1 |           |           |
|  | Đan Mạch            |         |                     | 1 |           |           |
|  | Thụy Điển           | 0       |                     |   |           |           |
|  | Thụy Điển           | 0       | Tranh hạng ba       |   |           |           |
|  |                     |         |                     |   |           |           |
|  | 27 tháng 7 - Napoli |         |                     |   |           |           |
|  |                     |         |                     |   |           |           |
|  | Thụy Điển (ph.đ)    | 0 (4)   |                     |   |           |           |
|  | Thụy Điển (ph.đ)    | 0 (4)   |                     |   |           |           |
|  | Anh                 | 0 (3)   |                     |   |           |           |

#### Bán kết
| Ý                                | 3–1      | Anh      |
| -------------------------------- | -------- | -------- |
| Vignotto 11', 65' · Musumeci 70' | Chi tiết | Curl 49' |

| Đan Mạch    | 1–0      | Thụy Điển |
| ----------- | -------- | --------- |
| Niemann 25' | Chi tiết |           |

#### Tranh hạng ba
| Thụy Điển         | 0–0      | Anh |
| ----------------- | -------- | --- |
|                   | Chi tiết |     |
| Loạt sút luân lưu |          |     |
|                   | 4 – 3    |     |

#### Chung kết
Sau hiệp một không có bàn thắng được ghi, Đan Mạch vượt lên dẫn trước đầu hiệp hai nhờ công của Lone Smidt Hansen. Inge Hindkjær ấn định chiến thắng cho Đan Mạch với bàn thắng thứ tư tại giải bốn phút trước khi hết giờ (một trận đấu có thời gian 80 phút).
| Đan Mạch                         | 2–0      | Ý |
| -------------------------------- | -------- | - |
| Smidt Nielsen 51' · Hindkjær 76' | Chi tiết |   |